# Llista de topònims de Vilanova de Raò
Llista de topònims (noms propis de lloc) de Vilanova de Raò (Rosselló).
Informació actualitzada per un bot. Els canvis manuals es perdran quan s'actualitzi!

## església
| imatge | Nom                                             | Ubicat a        | instància de          | Detalls                                                                                     | coordenades                                                 | Protecció                   | Commons (més fotos)                                                | Dades a WD                    |
| ------ | ----------------------------------------------- | --------------- | --------------------- | ------------------------------------------------------------------------------------------- | ----------------------------------------------------------- | --------------------------- | ------------------------------------------------------------------ | ----------------------------- |
|        | Sant Julià i Santa Basilissa de Vilanova de Raò | Vilanova de Raò | església Ús: església | Estil: arquitectura romànica Anomenat per: Julià i Basilissa Dedicat a: Julià l'Hospitalari | 42° 38′ 02″ N, 2° 55′ 18″ E / 42.6339°N,2.92167°E 15.9 msnm | monument històric catalogat | Chapelle Saint-Julien-et-Sainte-Basilisse de Villeneuve-de-la-Raho | Modifica les dades a Wikidata |
|        | Sant Julià i Santa Basilissa de Vilanova de Raó | Vilanova de Raò | església              |                                                                                             | 42° 38′ 10″ N, 2° 54′ 57″ E / 42.6361666667°N,2.91575°E     |                             | Église Saint-Julien-et-Sainte-Baselisse de Villeneuve-de-la-Raho   | Modifica les dades a Wikidata |

## Misc
| imatge | Nom                                | Ubicat a                                               | instància de                          | Detalls                                 | coordenades | Protecció | Commons (més fotos)                | Dades a WD                    |
| ------ | ---------------------------------- | ------------------------------------------------------ | ------------------------------------- | --------------------------------------- | --- | --------- | ---------------------------------- | ----------------------------- |
|        | Agulla de l'Aigual                 | Montescot Vilanova de Raò                              | canal                                 |                                         | 42° 37′ 04″ N, 2° 55′ 23″ E / 42.6178333333°N,2.923°E                                                                          |           |                                    | Modifica les dades a Wikidata |
|        | casa de la vila de Vilanova de Raò | Vilanova de Raò                                        | instal·lació Ús: seu del govern local |                                         | 42° 38′ 13″ N, 2° 54′ 52″ E / 42.6368539365332°N,2.91454272858045°E fr:1 RUE DU GENERAL DE GAULLE, 66180 VILLENEUVE-DE-LA-RAHO |           | Town hall of Villeneuve-de-la-Raho | Modifica les dades a Wikidata |
|        | estany de Vilanova de Raò          | Vilanova de Raò Montescot Bages de Rosselló Pollestres | llac Ús: regadiu turisme              | 1976 Llarg: 1080m Alt: 9m Volum: 17.5ha | 42° 37′ 52″ N, 2° 54′ 13″ E / 42.630994444444°N,2.9036333333333°E 20 msnm                                                      |           | Lake of Villeneuve de la Raho      | Modifica les dades a Wikidata |